# 聖伊格納西奧省
聖伊格納西奧省（西班牙語：Provincia de San Ignacio），是秘魯的省份，位於該國北部卡哈馬卡大區，首府是聖伊格納西奧德拉弗龍特拉，始建於1965年5月12日，海拔高度1,324米，面積4,990平方公里，2005年人口127,523，人口密度每平方公里25.56人。